# Rhabdus toyamaense
Rhabdus toyamaense är en blötdjursart som först beskrevs av Kuroda och Akio Kikuchi 1933.  Rhabdus toyamaense ingår i släktet Rhabdus och familjen Rhabdidae. Inga underarter finns listade i Catalogue of Life.